# Beyonders
Los Beyonders son una raza ficticia enigmática de dimensiones superiores que aparece en los cómics estadounidenses publicados por Marvel Comics. Ellos viven fuera del multiverso y son los seres responsables de la destrucción del multiverso durante la saga Avengers, New Avengers y Secret Wars de Jonathan Hickman.

## Historial de publicaciones
Los Beyonders fueron mencionados por primera vez en el cómic Marvel Two-in-One #63 (mayo de 1980), de Mark Gruenwald y Jerry Bingham.
Los Beyonders recibieron una entrada en el Official Handbook of the Marvel Universe Update '89 #1. Ellos también recibieron una entrada en Secret Wars Official Guide to the Marvel Multiverse.
Un personaje inicialmente no relacionado llamado Beyonder fue vinculado a estos personajes más antiguos por Steve Englehart para su historia de "Secret Wars III" en Fantastic Four # 318–319 (septiembre-octubre de 1988). El Beyonder apareció por primera vez durante las primeras Guerras Secretas, como un ser que se decía que era la encarnación omnipotente de un multiverso completamente separado. A medida que se volvió consciente de sí mismo, se reconoció a sí mismo como la única persona en su Universo. Según Englehart, un editor odiaba al personaje y ordenó que Beyonder fuera "eliminado" del Universo Marvel. Englehart hizo lo que se le pidió, pero ha declarado que trató de exiliar al personaje con dignidad. El personaje fue reconfigurado en un personaje menos poderoso, un Cubo Cósmico consciente de sí mismo que habita en su propia "dimensión" porque no había una matriz para contener su energía, con la explicación de que otros seres más poderosos habían ejercido sus poderes en nombre de Beyonder para facilitar su transición a la autoconciencia. Más tarde, el Beyonder se sometió a otro retcon, convirtiéndose brevemente en un mutante inhumano, y después de un último retcon ahora se lo considera miembro de la raza alienígena del mismo nombre y los Beyonders se refieren a él como una "unidad infantil".
Los Beyonders se ampliaron enormemente en la serie Defenders: Beyond de Al Ewing. Se reveló que eran la misma raza que los "Omegas" vistos anteriormente en Defenders (2011-2012) y aparecieron brevemente en Ultimates 2 (2016) #6. Su historia de origen fue revelada y estaban vinculados a los Celestiales; Se reveló que el espacio "Más allá" en el que habitan era anteriormente la segunda iteración de Cosmos y el primer Multiverso.

## Historia ficticia
Los Beyonders son un tipo de entidades extradimensionales creados por los Celestiales tras la creación del Segundo Cosmos, el primer multiverso, en la Guerra Celestial. Originalmente fueron llamados "Omegas" por los Celestiales. Cuando el Segundo Cosmos terminó y renació como la próxima iteración del multiverso, los Omegas observaron desde el exterior y, por lo tanto, se los conoció como los Beyonders.
Durante milenios no fueron observados por ningún ser de la dimensión de la Tierra (aparentemente, incluidos incluso los propios Vigilantes casi omniscientes); su 'verdadera forma' es desconocida porque cada mente que los ve lucha lo mejor que puede para percibir esa fuerza incognoscible como una imagen que puede comprender, de hecho, su naturaleza es tan extraña que están limitados y restringidos a su propia línea de tiempo secuencial que les impide abandonar su dimensión o viajar a través del tiempo. Para interactuar fuera de su dimensión, los Beyonders se ven obligados a operar a través de agentes. Después de darse cuenta de la Tierra, los Beyonders comenzaron a estudiar el Multiverso Marvel con diversión y curiosidad. Primero llamaron la atención de los terrícolas cuando encargaron a la raza alienígena Nuwali que creara la Tierra Salvaje como parte de su estudio de la evolución. Miles de años después, los Beyonders crearon a los fortisquianos como agentes para observar otros mundos, incluido a Max (El Hombre Cometa).
Ellos eventualmente contrataron a la raza alienígena Pegasusian como agentes, para remolcar la Contra-Tierra al museo de los Beyonders. Cuando el Alto Evolucionador descubrió la desaparición de la Contra-Tierra, junto con Thing, Alicia Masters, Starhawk, Dragón Lunar y Ella, el Alto Evolucionador persiguió a los Beyonders para rescatar su mundo. Cuando el Alto Evolucionador llegó al museo del planeta de los Beyonders, él mismo informó que su mente se rompió cuando fue testigo del alcance de sus poderes y cuán efectivamente insignificante era en comparación con estos seres alienígenas. Es este encuentro el que marca el comienzo de la inestabilidad mental del Alto Evolucionador.
De vez en cuando, los Beyonders desviaban un mínimo de energía al universo, permitiendo que los seres sintientes los usaran para crear Cubos Cósmicos, una práctica que parecen haber abandonado después de las advertencias de Eternidad y Tribunal Viviente sobre el efecto disruptivo de estas acciones. Uno de estos modicums de energía más tarde desarrollaría sensibilidad y tomaría su nombre de sus creadores, Beyonder.

### Time Runs Out
Cuando universos enteros en todo el Multiverso comenzaron a chocar entre sí, siendo la Tierra respectiva de cada universo los puntos de impacto, eventos conocidos como "incursiones", los Vengadores envían a Hank Pym para encontrar respuestas al comienzo de la historia de "El tiempo se acaba". En cambio, Pym se entera de que las incursiones están siendo causadas por los Beyonders, a quienes también se refiere como los Ivory Kings. Al regresar a la Tierra, les dice a sus compañeros héroes que los Beyonders han matado al Tribunal Viviente junto con todos los Celestiales y todas las entidades abstractas (incluidas Eternidad, Infinito, Señor del Caos, Maestro del Orden y En-Betweener) como parte de un experimento que involucra la destrucción de toda la vida en el Multiverso Marvel.
Mientras toda la realidad estaba siendo destruida, el tramposo Loki usa magia para salir de la realidad y contener de manera segura la esencia de sus compañeros Asgardianos. Al encontrarse en un vacío de la nada, Loki se enfrenta a Aquellos que se sientan arriba en las sombras, supuestamente los creadores de los Asgardianos, quienes exigieron que se les diera la esencia de los Asgardianos para alimentarse de ella. Loki desafió a Aquellos que se sientan arriba en las sombras, e incluso puso en tela de juicio su origen y existencia, al preguntar si los dioses como los Asgardianos realmente procedían de las historias que se contaban sobre ellos, por lo que era posible que los dioses de los dioses no los crearan en primer lugar. Incapaces de responder o incluso contrarrestar las preguntas planteadas por Loki, Aquellos que se sientan arriba en las sombras huyeron. Loki planteó la hipótesis de que los que se sientan arriba en la sombra podrían ser los Beyonders.
Más tarde, Rabum Alal le revela al Doctor Strange que los Beyonders son responsables del accidente que convirtió a Owen Reece en el Hombre Molécula, mediante el uso de la unidad secundaria "The Beyonder", que a su vez convirtió al Hombre Molécula en una singularidad, idéntica en todas las realidades, para funcionar como una "bomba" que destruiría su universo nativo. El propósito de su experimento era eventualmente matar a todos los Hombres Molécula al mismo tiempo, poniendo fin al multiverso. Después de descubrir que los Beyonders no pueden viajar en el tiempo ya que están limitados y restringidos a su propia línea de tiempo secuencial, Doom, Strange y Molecule Man se enfrentan a los Beyonders por última vez. Aparentemente, su ataque fracasó y, como resultado, el número de universos se redujo de miles a poco más de dos docenas.

### Guerras Secretas
Pronto se reveló que el ataque de Doom era una bomba hecha de Hombres Molécula que recolectó de todo el Multiverso, lo que no solo le permitió destruir a los Beyonders, sino que al mismo tiempo canalizó la energía resultante hacia Owen Reece y usó esa energía para recolectar lo que quedaba del Multiverso en un solo planeta conocido como Battleworld.
Varios sobrevivientes del Multiverso también fueron recolectados y llevados a Battleworld, ahora bajo el reinado del "Dios Emperador" Doom, ahora con poder cósmico: sus recuerdos se alteraron para convertirse en los señores y damas de varias facciones de un nuevo orden medieval. La llegada de un puñado de sobrevivientes que recordaron la verdad destrozó esta ilusión. Owen Reece, el conducto del poder de los Beyonders, transfirió ese poder a Reed Richards, lo que llevó a la recreación del Multiverso.

### Defensores
Los Defensores se encontraron con los Beyonders cuando salieron del Multiverso. Los Beyonders explicaron su origen e historia antes de que los Defensores fueran más allá en el White Hot Room.

## Poderes y habilidades
Los Beyonders son vistos matando a todos los Celestiales en el multiverso Marvel al mismo tiempo, destruyendo entidades abstractas como Eternidad e Infinito, y tres miembros de la raza juntos lograron matar al mismo Tribunal Viviente.
Los Beyonders son lo que el Doctor Doom llama "seres lineales". A pesar de sus vastos poderes y conocimientos, parecen incapaces de viajar hacia adelante o hacia atrás en el tiempo. También han mostrado otras limitaciones, ya que una explosión lo suficientemente fuerte como para destruir unos pocos miles de universos fue suficiente para matarlos.